# Canal Turf
Canal Turf (conocido como HAPSA TV o Canal Hípico) es un canal argentino de circuito cerrado, a través de un decodificador especial en las agencias de quinielas autorizadas y vía streaming para todo público, dedicado a la emisión hípica. Emite en vivo desde Hipódromo de Palermo, Hipódromo de San Isidro y Hipódromo de La Plata. No emite programación las 24 horas al día, se emite todos los días desde las 13:00 o 13:30 hasta las 21:45 aproximadamente. También se puede ver los hipódromos de Palermo, San Isidro y La Plata en vivo a través de YouTube y redes sociales. El Hipódromo de Palermo se puede ver también a través de la página oficial.

## Equipo
- Andrés Eduardo Del Padrone (Relator)
- Diego Sebastián Notario (Relator)
- Mauro David Bruno (Relator)
- Justo Francisco Ortiz (Relator)
- José Luis Medina (Relator)
- Guillermo Rizzi (Revista Palermo)
- Roberto Picó (Revista Palermo)
- Héctor Torres (Revista Palermo)
- Fabio Depetris (Revista Palermo)
- Juan Pablo Toscano (Revista Palermo)

## Programas
- Carreras en vivo desde los Hipódromos de Palermo, San Isidro y La Plata.
- Resumen de Carreras y Noticias (RCN) (Durante en el Hipódromo de San Isidro)
- Estrellas del Turf (Durante en el Hipódromo de San Isidro)
- Revista Palermo (Durante en el Hipódromo de San Isidro)
- Campana de Largada (Durante en el Hipódromo de San Isidro)